# Flaga Sierra Leone
Flaga Sierra Leone została oficjalnie przyjęta 27 kwietnia 1961. 

## Opis
Poszczególne barwy symbolizują:
- zieleń – przyrodę i rolnictwo
- biel – sprawiedliwość
- błękit – nadzieję, że handel morski przyniesie korzyść narodowi i światu

Proporcje 2:3.

## Historyczne wersje flagi

### Sztandary głów kraju

Flaga gubernatora Sierra Leone z lat 1889–1916
Flaga gubernatora Sierra Leone z lat 1916–1961
Flaga królowej Elżbiety II używana w Sierra Leone w latach 1961–1971
Flaga gubernatora generalnego Sierra Leone z lat 1961–1971

### Flagi narodowe

Flaga Sierra Leone z lat 1889–1914
Flaga Sierra Leone z lat 1916–1961